# Ohrlöffelstachelingsverwandte
Die Ohrlöffelstachelingsverwandten (Auriscalpiaceae) sind eine Pilz-Familie aus der Ordnung der Täublingsartigen (Russulales). Die Familie vereint Weißfäulepilze mit sehr unterschiedlichen Fruchtkörpern. Diese können resupinat, konsolen- bis hutförmig, ungestielt oder gestielt oder korallenförmig verzweigt sein. Das Hymenophor kann glatt oder stachelig sein oder aus Lamellen bestehen. Die Pilze haben amyloide Sporen und gloeoplere Hyphen und/oder Gloeozystiden und die generativen Hyphen tragen meist Schnallen. Die Familie hat derzeit (Stand 2016) fünf Gattungen und ist weltweit verbreitet. Die Typusgattung ist Auriscalpium.

## Merkmale
Die Fruchtkörper sind in dieser Familie sehr unterschiedlich ausgebildet und lassen kaum Gemeinsamkeiten erkennen. Gloiodon hat resupinate oder effuso-reflexe Fruchtkörper und Ohrlöffelstachelinge (Auriscalpium) und Zählinge (Lentinellus) sind Hutpilze, deren Hüte gestielt oder ungestielt sein können. So bilden einige Lentinellus-Arten fächerförmige, pleurotoide Fruchtkörper aus und auch bei einigen Ohrlöffelstachelingen ist der Stiel stark reduziert oder fehlt ganz. Die Gattung der Becherkorallen (Artomyces) bildet hingegen korallenförmige Fruchtkörper und Dentipratulum schließlich hat einen stark reduzierten Fruchtkörper, der aus mehr oder weniger freien Stacheln besteht, die durch ein kaum sichtbares steriles Myzel verbunden sind. Die Oberfläche des Hutes oder der Fruchtkörper ist filzig bis borstig und kann im Alter verkahlen oder sie ist von Anfang an kahl und unbehaart. Die Konsistenz der Fruchtkörper ist weich und zerbrechlich bis lederartig oder zäh. Auch das Hymenophor ist sehr unterschiedlich ausgebildet. Bei Auriscalpium, Dentipratulum und Gloiodon ist es stachelig (hydnoid), Lentinellus hingegen hat Lamellen und Artomyces hat ein glattes Hymenium.
In ihren Mikromerkmalen unterscheiden sich die Gattungen der Familie hingegen kaum. Auriscalpium und Gloiodon haben ein dimitisches Hyphensystem, während Lentinellus, Dentipratulum und die meisten Arten der Gattung Artomyces ein monomitisches Hyphensystem haben. Die generativen Hyphen haben in der Regel Schnallen und die Skeletthyphen sind (falls vorhanden) pigmentiert. Außerdem sind für die Familie gut entwickelte und meist zahlreiche Gloeozystiden und gloeoplere Hyphen typisch, die mit Sulfobenzaldehydreagenzien positiv reagieren. Die Basidien sind keulenförmig, hyalin und dünnwandig und tragen 2–4 Sterigmen. Die hyalinen, dünnwandigen und amyloiden Basidiosporen sind in der Regel fast kugelig bis ellipsoid und haben bis auf wenige Ausnahmen ein mehr oder weniger warziges oder stacheliges Sporenornament.

## Ökologie und Verbreitung
Die Vertreter der Familie sind weit verbreitet, am häufigsten kommen sie in den gemäßigten Klimazonen vor. Die Weißfäulepilze leben in der Regel saprob auf Nadelholz oder Laubholz, einige Arten sind parasitisch.

## Systematik
Elias Magnus Fries, der als der Begründer der modernen Pilzsystematik gilt, teilte die Pilze in erster Linie nach ihrer Fruchtkörpermorphologie ein. Sein Klassifikationssystem hatte bis weit in die Mitte des 20. Jahrhunderts Bestand. Nach Fries wurden alle Lamellenpilze in die Ordnung der Agaricales (Blätterpilzartigen) gestellt, während Pilze mit einem hydnoiden Hymenophor in die Ordnung der Aphyllophorales (Nichtblätterpilze) gestellt wurden. Nachdem mikroskopische Merkmale in der Pilzsystematik eine immer größere Bedeutung bekamen, begannen mehr und mehr Mykologen das alte fries'sche System in Frage zu stellen. Maas Geesteranus war 1963 einer der Ersten, der es wagte eine Familie zu definieren, die nur auf chemischen und mikroskopischen Merkmalen beruhte. In „seine“ Familie der Auriscalpiaceae stellte er die hydnoiden Gattungen Auriscalpium Gray und Gloiodon P. Karst. und die Blätterpilzgattung Lentinellus P. Karst. Verbindende Merkmale waren die stark amyloiden, mehr oder weniger ornamentierten und fast kugeligen bis ellipsoiden Sporen, das Auftreten von sulfobenzaldehyd-positiven Gloeozystiden und Schnallen an Hyphen und Basidien. Außerdem haben die meisten Arten der Familie ein dimitisches Hyphensystem.
Molekularbiologische Untersuchungen (Sequenzierung der ribosomalen DNA) haben gezeigt, das der Stammbaum der Familie aus zwei oder drei Unterästen (Unterklade) besteht. Der erste enthält die Gattungen Auriscalpium, Gloiodon und Dentipratulum, die alle ein hydnoides Hymenophor haben. Besonders Gloiodon und Auriscalpium sind sehr nahe verwandt, sodass einige Mykologen sogar dafür plädierten sie in einer Gattung zu vereinen. Beide Gattungen haben dimitische Fruchtkörper und ihre gloeopleren Hyphen sind weniger auffällig als bei den anderen Gattungen der Familie.
Der zweite Unterast besteht aus den agaricoiden oder pleurotoiden Zählingen (Lentinellus). Die Gattung ist durch gestielte oder sitzende, fächerförmige (flabelliforme) Fruchtkörper gekennzeichnet. Die Arten dieser Gattung bilden einen ziemlich eigenständigen Ast, deren Arten eng miteinander verwandt sind. Daher wurde für diese Gattung auch die monotypische Familie der Lentinellaceae Locq. vorgeschlagen.
Der dritte Ast innerhalb der Familie wird von der Gattung Artomyces (Becherkorallen) gebildet und spaltet sich vom Lentinellus-Ast ab. Dabei handelt es sich um auf holzwachsende, korallenartig verzweigte Arten, die besonders in der gemäßigten südlichen und nördlichen Klimazone verbreitet sind. Sie sind ein Schwestertaxon der Zählinge. Eine Verwandtschaft von Artomyces und Amylostereum, wie sie von E. und K.-H. Larrson vermutet wurde, könnte nicht bestätigt werden. Auch wenn die Verwandtschaft von Zählinge und Becherkorallen in vielen rDNA-Stammbäumen nur moderat bis mäßig unterstützt wird, gibt es zwischen beiden Gattungen zahlreiche verbindende Merkmale.
So besitzen die meisten Artomyces und Lentinellus-Arten in ihrer kleinen ribosomalen DNA Untereinheit Group I Introns. Group I Introns sind sich selbst spleißende Ribozyme, die sich autokatalytisch aus ihrer rRNA-Vorstufen herausschneiden.
Außerdem kommt es immer mal wieder vor, dass es bei der Fruchtkörperentwicklung der Zählinge zu Fehlbildungen kommt. Diese Fehlbildungen haben dann das Aussehen einer Becherkoralle. Maas Geesteranus hat 1973 einen solch fehlentwickelten Aniszähling als neue Art (Clavicorona dryophila) beschrieben (Damals wurden die Becherkorallen noch in die Gattung Clavicorona gestellt).

## Gattungen
Es ist nach wie vor noch nicht abschließend geklärt, welche Gattungen zur Familie gehören. In der Annual Checklist (2015) des Catalogue of Life, werden für die Familie acht Gattungen aufgelistet. Neben Auriscalpium, Dentipratulum, Lentinellus und Artomyces sind das: Pleurodon, Clavicorona und die beiden monotypischen Gattung Stalpersia und Amylonotus.
Die Gattung Pleurodon mit der Typusart Pleurodon auriscalpium wurde 1881 durch Petter Adolf Karsten mit der Typusart Pleurodon auriscalpium definiert. Sie wird daher als jüngeres Synonym der Gattung Auriscalpium angesehen. Sie enthält noch zwei unklare Taxa, die bisher keiner anderen Gattung zugewiesen wurden.
Die Gattung Amylonotus mit der Typusart Amylonotus africanus wurde 1975 durch L. Ryvarden eingeführt. Amylonotus bildet resupinate bis mehr oder weniger konsolenförmige Fruchtkörper mit poroidem Hymenophor. 1987 stellten A. David und M. Rajchenberg die Typusart Amylonotus africanus Ryvarden als Wrightoporia pouzarii in die Gattung Wrightoporia, da das Epithet „africana“ durch das konkurrierende Homonym Wrightoporia africana I.Johans. & Ryvarden (1979) bereits vergeben war. Neuere Untersuchungen haben gezeigt, dass die Gattung Wrightoporia polyphyletisch ist. 2016 untersuchte J.J. Chen mit seinen Co-Autoren die Gattung Wrightoporia sensu lato und fand, dass die Gattung Amylonotus zusammen mit Heterobasidion (Wurzelschwämme) und Bondarzewia (Bergporlinge) zur Familie der Bondarzewiaceae gehört.
Die monotypische Gattung Stalpersia mit der Typusart Stalpersia orientalis wurde 2001 durch E. Parmasto beschrieben. Die Gattung wurde bisher noch nicht molekularbiologisch untersucht. Sie wurde vermutlich aufgrund ihrer unregelmäßig hutförmigen, halbrunden oder fächerartigen (flabelliformen) Fruchtkörper, die eine oberflächliche Ähnlichkeit mit den Zählingen haben, in die Familie gestellt.
Die Arten der Gattung Artomyces wurden früher in die Gattung Clavicorona gestellt, bis Walter Jülich erkannte, dass diese Arten nicht zur Typusart Clavicorona taxophila  (Thom) Doty passen. Neuere molekularbiologische Untersuchungen zeigen, dass Clavicorona zur Familie der Clavariaceae und zur Ordnung der Champignonartigen (Agaricales) gehört.
| Art                                    | Beschreibung | Foto |
| -------------------------------------- | --- | ---- |
| Ohrlöffelstachelinge Auriscalpium Gray | Eher kleine Pilze mit braunsamtigem Hut und stacheligem Hymenophor. Der Stiel ist mehr oder weniger exzentrisch. Sie leben auf vergrabenen Zapfen von Nadelbäumen. Die Sporen sind amyloid und ornamentiert. |      |
| Zählinge Lentinellus P. Karst.         | Seitlings- bis trichterlingsartige Blätterpilze, die meist auf Holz wachsen. Sie sind meist zähfleischig und haben gesägt-randige Lamellen und amyloide, ornamentierte Sporen. Das Trama enthält amyloide und oleifere Hyphen. |      |
| Becherkorallen Artomyces Jülich        | Die stets auf Holz wachsenden Pilze haben meist mehr oder weniger korallenartig verzweigte Fruchtkörper. Die Spitzen der Ästchen sind mehr oder weniger krönchen- oder becherartig. Sie sind blass weißlich oder gelblich über ockergelb bis braun oder graubraun gefärbt. Mikroskopisch sind sie durch ihre amyloiden, meist rauen Sporen, ihre Sulfozystiden und ihre schnallentragenden Hyphen gekennzeichnet. |      |
| Dentipratulum Domanski                 | Der Fruchtkörper des Pilzes setzt sich aus einzelnen, freien, gesellig wachsenden und spitz zulaufenden Stacheln zusammen und erinnert so stark an die Pfriempilzchen (Mucronella). Im Gegensatz zu diesen enthält die Trama aber gloeoplere Hyphen, die als Gloeozystiden enden.\| |      |
| Stachelrindenpilze Gloiodon P. Karst.  | Die auf Holz wachsenden, bräunlichen Fruchtkörper sind resupinat bis reflex-resupinat und haben ein hydnoides Hymenium. Die Sporen sind amyloid und ornamentiert. |      |

## Bedeutung
Als überwiegend saprobiontische Weißfäulepilze spielen sie in den Ökosystemen, in denen sie vorkommen, sicherlich eine wichtige Rolle, aber eine nennenswerte wirtschaftliche Bedeutung haben sie nicht. In dieser Familie gibt es weder Speise-, noch Giftpilze, noch ausgesprochene Holzschädlinge. In der traditionellen, chinesischen Medizin wird die Becherkoralle (Artomyces pyxidatus) zur Heilung von Magenschmerzen, Verdauungsstörung und Gicht eingesetzt. Die wichtigsten Inhaltsstoffe sind Sesquiterpene. Sie wurden aus den Fruchtkörpern und den Kulturüberständen der Pilze isoliert. So findet man bei Lentinellus, Auriscalpium, Artomyces verschiedene Marasmane und des Weiteren Protoilludane, Lactarane und Secolactarane bei verschiedenen Lentinellus-Arten.